# Guruvayoor
Guruvayoor (o Guruvayur) è una suddivisione dell'India, classificata come municipality, di 21.187 abitanti, situata nel distretto di Thrissur, nello stato federato del Kerala. In base al numero di abitanti la città rientra nella classe III (da 20.000 a 49.999 persone).

## Geografia fisica
La città è situata a 10° 35' 60 N e 76° 2' 60 E e ha un'altitudine di 25 m s.l.m..

## Società

### Evoluzione demografica
Al censimento del 2001 la popolazione di Guruvayoor assommava a 21.187 persone, delle quali 9.851 maschi e 11.336 femmine. I bambini di età inferiore o uguale ai sei anni assommavano a 2.144, dei quali 1.060 maschi e 1.084 femmine. Infine, coloro che erano in grado di saper almeno leggere e scrivere erano 18.086, dei quali 8.495 maschi e 9.591 femmine.